# Сешнс, Джефф
Джефферсон Борегард (Джефф) Сешнс III (англ. Jefferson Beauregard "Jeff" Sessions III; 24 декабря 1946, Селма, Алабама) — американский политик-республиканец, 84-й Генеральный прокурор США (9 февраля 2017 года — 7 ноября 2018 года). Младший сенатор США от штата Алабама (1997—2017).
В 2007 году согласно рейтингу National Journal Сешнс вошел в пятерку самых консервативных сенаторов.

## Биография

### Ранние годы
В 1969 году окончил Хантингдон-колледж в Монтгомери, штат Алабама, а в 1973 году — Школу права Алабамского университета. В том же году он начал свою карьеру — в качестве адвоката в Расселлвилле. 

### Госслужба
В 1977 году переехал в Мобил. Являлся федеральным прокурором (1981—1993) и генеральным прокурором штата (1995—1997).
Генеральный прокурор
18 ноября 2016 года избранный президент США Дональд Трамп предложил Джеффу Сешнсу занять пост Генерального прокурора США. 8 февраля 2017 года утверждён в должности Сенатом США.
9 февраля 2017 года, после долгих слушаний и дебатов в Сенате и утверждения в должности, был приведён к присяге в Овальном Кабинете. В тот же день в его присутствии президент Трамп подписал три исполнительных указа о борьбе с преступностью в Соединённых Штатах.
В марте 2017 года Сешнс официально взял самоотвод от расследования любых дел, связанных с обвинением России во вмешательстве в американские выборы.
Отставка
7 ноября 2018 года, на следующий день после «промежуточных выборов», Сешнс ушел в отставку по просьбе президента Трампа. Причиной отставки стал отказ Сешнса от надзора за расследованием спецпрокурора Роберта Мюллера относительно вмешательства России в президентские выборы США 2016 года.